# Muzeum regionalne „Kólasko” w Drachhausen
Muzeum regionalne „Kólasko” (niem. Heimatmuseum „Kólasko”, dolnołuż. Domowniski muzej „Kólasko”) – muzeum regionalne (przede wszystkim o charakterze etnograficznym), zlokalizowane w Drachhausen (Hochoza) przy Dorfstraße 40.
Muzeum ma charakter lokalny i prezentuje przede wszystkim pamiątki związane z przeszłością wsi i okolic. Szczególną część kolekcji stanowią eksponaty związane z historią i procesem wytwarzania płótna lnianego, np. kołowrotki (w dolnołużyckim – kólaski), czy inne wyposażenie tzw. spinty, czyli izby, w której spotykały się kobiety przy wspólnej pracy na kołowrotkach.